# Benandanti

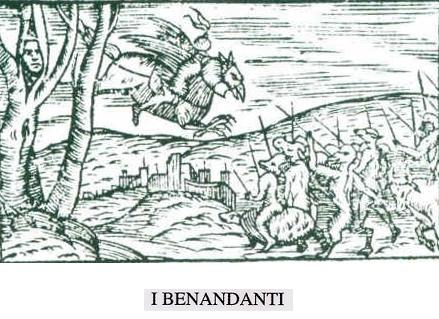
Battaglia onirica tra Benandanti e dèmoni, stampa del XVI secolo - ill. in

I Benandanti (letteralmente, "buoni camminatori" in italiano, Benandant in lingua friulana), in forma arcaica anche "Vagabondi", erano i membri di un culto pagano-sciamanico contadino basato sulla fertilità della regione storica del Friuli. Si trattava di piccole congreghe che s'adoperavano per la protezione dei villaggi e del raccolto dall'intervento di streghe e stregoni, i "Malandanti", tramite lotte oniriche. Di quasi certa origine pre-cristiana, giunsero agli onori della cronaca nel XVI-XVII secolo, più nello specifico nel secolo 1575–1675, quando, nel generale contesto dei processi per stregoneria in Italia, alcuni Benandanti furono accusati d'eresia e/o stregoneria dall'Inquisizione. Sono l'unico caso molto ben documentato di credenze e pratiche magico-religiose popolari nella storia europea del Medioevo e dell'Età moderna.
Secondo i resoconti dei processi, i Benandanti nascevano con un velo sulla testa, il sacco amniotico, che dava loro la possibilità di prendere parte a viaggi extra-corporei in specifici giorni dell'anno durante i quali i loro spiriti cavalcavano vari animali volanti per dirigersi in campagna ove partecipavano a riti/attività con altri Benandanti e combattevano i Malandanti che minacciavano la comunità agricola ed i suoi raccolti. Nella vita quotidiana, invece, i Benandanti avevano poteri taumaturgici che utilizzavano guadagnandosi da vivere come guaritori.
I Benandant attirarono per la prima volta l'attenzione delle autorità ecclesiastiche friulane nel 1575, quando un parroco, don Bartolomeo Sgabarizza, iniziò a indagare sulle affermazioni fatte dal Benandante Paolo Gasparotto. Quest'indagine esplorativa fu riaperta nel 1580 dall'inquisitore Fra' Felice Passeri che interrogò non solo Gasparotto ma anche una serie di altri Benandanti e medium locali, condannandone infine alcuni per eresia. Sotto pressione dell'Inquisizione, i viaggi extra-corporei dei Benandanti, spesso correlati alla paralisi del sonno, furono assimilati allo stereotipo del Sabba delle streghe nel corso della prima metà del Seicento, portando alla persecuzione del culto e facendo dell'etimo stesso di "benandante" un sinonimo di "strega/stregone" nel folklore friulano fino al XX secolo. Il culto dei Benandanti sopravvisse però almeno sino al Settecento, seppur costantemente monitorato dall'Inquisizione che, in epoca tarda, mal sopportava le loro pratiche di guaritori.
Il primo storico a studiare la tradizione dei benandanti fu l'italiano Carlo Ginzburg che, nei primi Anni '60, esaminò i verbali processuali sopravvissuti del XVI e XVII secolo e raccolse le sue tesi nel volume I benandanti. Ricerche sulla stregoneria e sui culti agrari tra Cinquecento e Seicento (1966, nuova ed. 2020). Ginzburg interpretò i Benandanti come un «culto della fertilità» i cui membri erano «difensori dei raccolti e della fertilità dei campi» che discendeva da antiche tradizioni pagane contadine diffuse in tutto il Centro-Nord Europa, sia presso i Germani (si veda, in particolare, la figura mitica della Frau Holle), sia presso Slavi (vedi, in particolare i krasniki, come erano chiamati in area dalmatico-illirica i "combattenti in spirito") e Magiari (vedi in particolare i Táltos sciamanici), e che arrivò nelle regioni nord-orientali dell'Italia, in Friuli estendendosi fino a Vicenza, Verona, Istria e Dalmazia. Gli storici europei hanno tendenzialmente appoggiato e sviluppato le tesi di Ginzburg mentre quelli anglosassoni sono sempre stati scettici in merito.
Una eco del culto e della figura dei Benandanti sopravvive ancora oggi nel folklore delle Valli del Natisone nei "Balavanti/Belavant".

## Etimologia
A cavallo tra XIX e XX secolo, folkloristi friulani di varia estrazione, come V. Ostermann (1841–1904), G. Marcotti (1850–1922), E. Fabris Bellavitis (1861–1904), A. Lazzarini (1871–1945) e G. Vidossi (1878–1969), impegnati nello studio delle tradizioni orali friulane, rilevarono che l'etimo friulano "benandant", letteralmente "buon camminatore" in italiano, era, soprattutto nella sua versione tipica delle Valli del Natisone nei "Balavanti/Belavant", praticamente sinonimo di "stria"/"strione" (it. "strega"/"stregone"). Secondo Carlo Ginzburg, il primo ad occuparsi sistematicamente dei Benandanti, ciò si dovette alle persecuzioni della Chiesa contro l'antico culto che avrebbero portato al suo discredito.

## Esegesi delle fonti

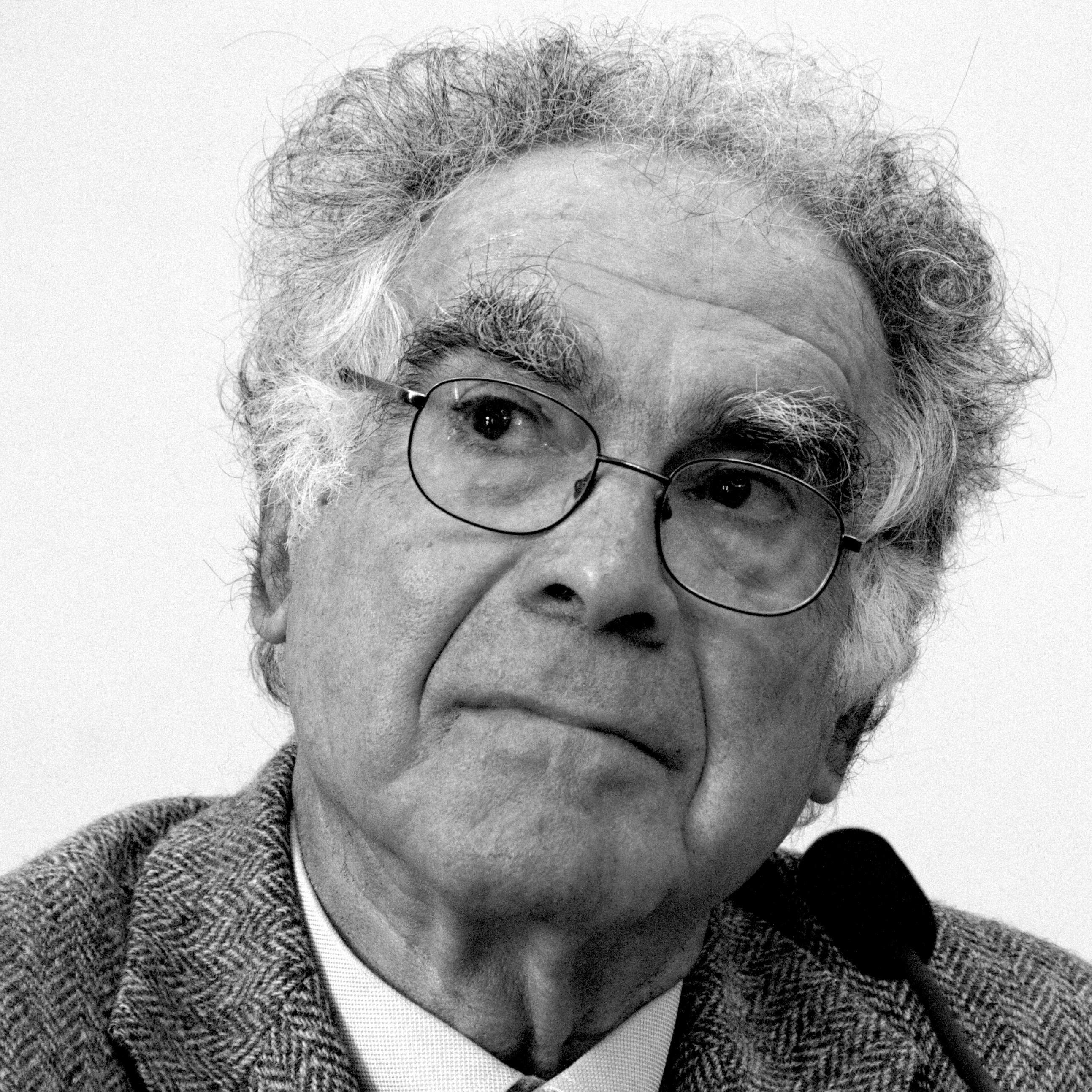
Carlo Ginzburg (fotografia del 2013) è uno dei maggiori storici della stregoneria in Italia e in Europa.

La vicenda dei Benandanti venne allo scoperto negli Anni '60, quando un allora nemmeno trentenne Carlo Ginzburg, studiando le carte dell'Archivio arcivescovile di Udine, s'imbatté fortuitamente nei verbali dei processi dell'Inquisizione del XVI e XVII secolo documentanti gli interrogatori, tra gli altri, dei membri del culto pagano, connettendo così la «scoperta che la maggior parte degli storici sogna solo». Nel suo I benandanti (1966), Ginzburg sostenne che il fenomeno era collegato a «un complesso più ampio di tradizioni» diffuse «dall'Alsazia all'Assia e dalla Baviera alla Svizzera» e ruotanti attorno al «mito degli incontri notturni» presieduti da una figura divina, variamente nota come Perchta, Holda, Abundia, Satia, Erodiade, Venere o Diana, e che credenze «quasi identiche» si rilevavano financo in Livonia, suffragando l'audace tesi «che nell'antichità queste credenze potrebbero aver un tempo coperto gran parte dell'Europa centrale» (v.si Tradizioni correlate).
Dagli Anni '70, la tendenza a interpretare elementi della credenza nella stregoneria dell'inizio dell'Età moderna come aventi origini antiche divenne prassi tra gli studiosi che operavano nell'Europa continentale. Su tutti, lo storico della religione rumeno Mircea Eliade (1907–1986) concordò con Ginzburg, descrivendo i Benandanti come «un culto segreto popolare e arcaico della fertilità». Nel bacino culturale anglosassone, i cui studiosi erano molto più interessati a comprendere le credenze sulla stregoneria nei loro contesti contemporanei, come la loro connessione con i rapporti di genere e di classe, l'accoglienza delle tesi di Ginzburg fu tiepida. Così, se l'antropologo tedesco Hans Peter Duerr citò i Benandanti nel suo Traumzeit: Über die Grenze zwischen Wildnis und Zivilisation (1978), paragonandoli, come Ginzburg, ai Perchtenlaufen e al Lupo mannaro di Kaltenbrun, sostenendo che tutti rappresentavano uno scontro tra le forze dell'Ordine e del Caos, nel suo Europe's Inner Demons (1975), lo storico inglese Norman Cohn (1915–2007) affermò l'assenza nel materiale di partenza che giustificasse l'idea di Ginzburg che i Benandanti fossero la «sopravvivenza di un antico culto della fertilità».
Il dibattito era ancora ben acceso negli Anni '90. Nel 1990, lo storico ungherese Gábor Klaniczay inquadrò i Benandanti in una più ampia sopravvivenza di riti pre-cristiani, sottolineando la sopravvivenza di pratiche ampiamente simili, diverse nei nomi o in dettagli minori, nei Balcani, in Ungheria e in Romania nel medesimo periodo. Nel 1999, lo storico inglese Ronald Hutton affermò che la tesi di Ginzburg poggiava su «fondamenti materiali e concettuali imperfetti» poiché «i sogni non costituiscono di per sé dei rituali, e le immagini oniriche condivise non costituiscono un "culto"» e che interpretare sogni del Seicento come reviviscenze di culti pagani antica era interamente inferenza dello storico da lui tacciata come «sorprendente applicazione tardiva» della «teoria rituale del mito» del da lui screditato "gruppo di Cambridge" di Jane Ellen Harrison (1850–1928) e a Sir James Frazer (1854–1941).

## Descrizione e poteri
I Benandant, tanto uomini quanto donne, erano individui che credevano di garantire la protezione della loro comunità e dei suoi raccolti. Riferivano di lasciare i loro corpi sotto forma di topo, farfalla, gatto, riccio, ecc. Gli uomini riferivano principalmente di volare tra le nuvole combattendo contro le streghe per garantire la fertilità alla loro comunità. Le donne riferivano più spesso di partecipare a grandi feste.

### Origine: i "nati con la camicia"
I Benandanti nascevano ancora avvolti nel sacco amniotico, quelli che vengono ancor oggi definiti come i "nati con la camicia", i fortunati, i privilegiati. Ciò in linea con la convinzione, diffusa in tutta Europa, che le capacità magiche fossero o apprese o, come in questo caso, innate. La levatrice o la stessa madre, dopo il parto, s'incaricavano di conservare una piccola parte del sacco amniotico che nei mesi successivi veniva benedetta e posta in un sacchettino da appendere al collo del neonato come un amuleto benefico e protettore. Nel folklore friulano, i cauli erano intrisi di proprietà magiche, associati alla capacità di proteggere i soldati dai pericoli, di far ritirare un nemico e di aiutare gli avvocati a vincere le loro cause legali, tanto che, nei secoli successivi, una tradizione folkloristica correlata, diffusa in gran parte d'Italia, sosteneva la credenza che le streghe fossero nate con un caulo. Se però il Benandante perdeva il suo amuleto, perdeva anche i suoi poteri. Sempre dalle confessioni di un Benandante, sappiamo che: «portava quella mia camiciola al collo sempre ma la persi et dipoi che la perdei non ci son più stato alli raduni». Dalle testimonianze raccolte, i Benandanti apprendevano i loro poteri durante l'infanzia, di solito dalle loro madri, cosa che concorrerebbe a dimostrare, secondo Cohn che «non solo i pensieri da svegli ma anche le esperienze di trance degli individui possono essere profondamente condizionate dalle credenze generalmente accettate della società in cui vivono.»

### I viaggi extra-corporei
Al raggiungimento della maggiore età, il Benandant era capace, nelle notti delle Quattro tempora, d'esperienze extracorporee nelle quali il loro spirito («fiato» nelle testimonianze) lasciava il corpo durante il sonno. Sebbene queste esperienze fossero oniriche, i Benendanti le ritenevano reali e, cosa importante, nei primi resoconti pervenutici, risalenti al 1575, non contenevano alcuno accenno agli elementi associati al sabba delle streghe: mancava l'adorazione del Diavolo, figura nemmeno presente, tanto quanto l'abiura del cristianesimo, il calpestamento dei crocifissi o la profanazione dei sacramenti.
Dalla testimonianza della moglie di un Benandante, sappiamo che «suo marito più volte di notte la chiamava et con li rimedi la urtava, et lei era come morta, perché diceva che li spirito se ne era andato al suo viaggio et il corpo restava come morto». Parimenti, un Benandant dichiarò all'inquisitore che l'interrogava: «Signor, io dirò la verità. Io sono stato in tre stagione, cioè tre volte l'anno in uno prato [...] quale ho inteso dire da quei miei compagni, quali non conosco (perché niun si conosce, perché è il fiato che va, et il corpo resta fermo in letto) che si addimanda il prato di Josafat, come li suddetti compagni mi dicevano [...] [sono andato in questo prato] per il tempo di San Giovanni, del corpo di Nostro Signore et di San Mattia, di notte».
Con l'aspetto di un piccolo animale (topo, farfalla, ecc.) o d'una nuvola di fumo o d'altre forme, lo spirito del Benandante raggiungeva determinati luoghi dalle varie denominazioni (il sopracitato "prato di Josafat") e combatteva contro streghe e stregoni, i "Malandanti". I Benandanti combattevano con steli di finocchio, mentre i Malandanti erano armati con canne di sorgo, il materiale usato tradizionalmente per le scope delle streghe (il "sorgo delle scope" è uno dei tipi di sorgo più comuni). Se gli uomini prevalevano, il raccolto sarebbe stato abbondante: «Io sonno Benandante perché vò con li altri a combattere quattro volte l'anno, cioè nelle quattro tempora, di notte, invisibilmente con lo spirito et resta il corpo [...] noi con le mazza di finocchio et loro con le canne di sorgo». Se in queste tenzoni prevalevano i Benandanti, sarebbero seguiti per la comunità mesi di abbondanza e prosperità, mentre se vincevano i Malandanti, i contadini sarebbero stati afflitti da periodi di fame, malattie e carestia.
(Cit. in Ginzburg 2020.)
Le Benandanti svolgevano invece altri compiti sacri. Quando lasciavano i loro corpi, si recavano a una grande festa, ove danzavano, mangiavano e bevevano con una processione di spiriti, animali e fate, e scoprivano chi tra gli abitanti del villaggio sarebbe morto l'anno successivo. Questa festa era presieduta da una donna, "la badessa", che sedeva in tutta la sua magnificenza sul bordo di un pozzo. Ginzburg ha paragonato queste assemblee di spiriti ad altre segnalate da gruppi simili altrove nelle Alpi italiane quanto in Sicilia (le "Donas de fuera"), anch'esse presiedute da una figura divina che insegnava magia e divinazione solitamente indicata come "Donna del gioco".

### Guaritori
Nella vita quotidiana, i Benandanti perseguivano la loro missione di lotta alle influenze malvagie curando le persone colpite da malocchio o altri incantesimi, collaborando cioè con le tante guaritrici e guaritori che popolavano la campagna friulana, perché erano molti coloro dotati dei prehenti, i poteri per il bene delle persone da risanare, e le correlate tradizioni: es. la danza per la fertilità agraria schiarazula marazula che il sacerdote e musicologo friulano Gilberto Pressacco (1945–1997) mise appunto in correlazione diretta con i Benandant.

### La visione dei morti
Un altro potere dei benandanti era vedere i morti in processione ed ascoltarne i messaggi. L'avvistamento della c.d. "caccia selvaggia" o "processione dei morti" era un topos ricorrente nella religiosità mitteleuropea del tempo. Lo si ritrova pertanto nel racconto di un episodio accaduto nel 1091 a un monaco che era senza saperlo un benandante, poiché «chi vede i morti, cioè va con loro, è un Benandante». Il frate, mentre camminava in campagna, sentì dei lamenti e vide che provenivano da una processione, una sorta di danza macabra, dove riconobbe persone morte da poco guidate da un personaggio dall'aspetto selvatico armato di una clava. Come anticipato, il potere di vedere i morti era tipico delle donne benandanti che, in particolari occasioni legate ad esempio al loro ciclo mestruale o nel giorno della Commemorazione dei defunti, nell'acqua di un catino avevano visioni di conoscenti o parenti da poco defunti.

## Contesto culturale ed interpretazione antropologica

### Stregoneria e paganesimo nelle Alpi italiane

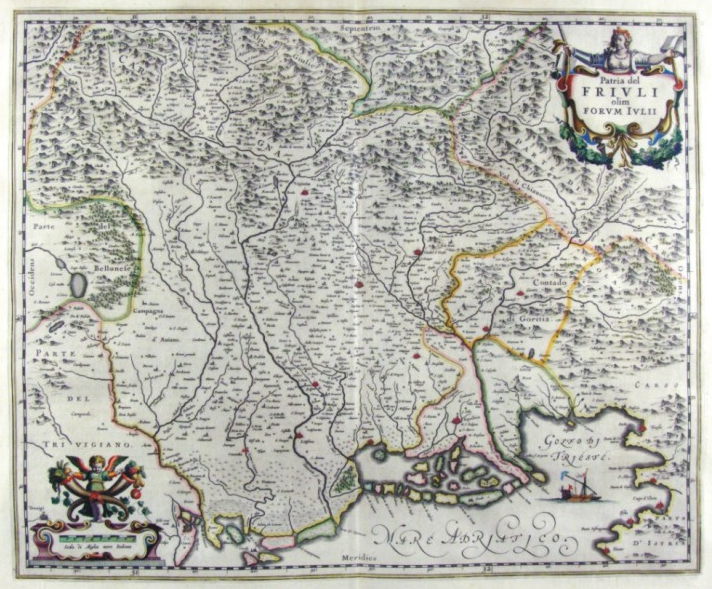
Patria del Friuli - ill.

Lo sviluppo degli studi in materia dagli Anni '60 sino ad oggi ha massicciamente supportato le iniziali tesi di Ginzburg relativa all'ampia diffusione geografica di credenze e riti similari a quelli dei Benandanti, anzitutto lungo l'intero arco alpino, italiano e non. Sappiamo oggi infatti che il cristianesimo, giunto nelle Alpi già in età romana, vi si diffuse in modo superficiale e non prettamente ortodosso, tanto che, stando alle tesi euristiche di alcuni studiosi del XIX secolo (es. Gabriele Rosa, 1812–1897), le popolazioni valligiane avrebbero seguitato a celebrare culti pagani fino al IX secolo, perpetuando quella che sarebbe poi stata indicata come la Vecchia Religione. In tempi recenti si parla piuttosto, con un approccio antropologico, di cultura/tradizioni (nella fattispecie le "tradizioni alpine pre-cristiane" ma non solo) dal sapore certamente pagano-sciamanico comprendenti «pratiche terapeutiche, divinatrici, deprecatorie, propiziatorie, di magia amorosa e per la fertilità agraria (es. la sopracitata danza friulana schiarazula marazula) ed anche, soprattutto, manifestazioni straordinarie».
Questo fu il contesto nel quale esplose il fenomeno della caccia alle streghe dell'Età moderna che, proprio nelle Alpi, italiane e non, ebbe le sue prime manifestazioni massive e sistematiche. Nel clima teologicamente e demonologicamente frizzante del XV secolo, quando la figura della strega e la realtà del sabba iniziarono a imporsi come delle minacce concrete da combattere senza indugi e gran parte della tradizione pagano-sciamanica confluì nel repertorio magico-diabolico degli inquisitori, la problematica si stava facendo più scottante. Furono infatti soprattutto le popolazioni alpine ad attirare l'attenzione degli inquisitori e dei demonologi: il loro isolamento, la loro condizione sociale e la persistenza delle predette abitudini tradizionali, unitamente alle infermità e alle deformazioni fisiche dovute a malattie e denutrizione, generavano nei visitatori un sentimento di sospetto e paura impregnato di pesanti pregiudizi.
Così, se fu con buona probabilità nell'area dell'attuale Svizzera che, sin dagli anni 1430, mentre la Chiesa era impegnata nei lavori dell'annoso Concilio di Basilea che si sarebbe trascinato per oltre un decennio, le tradizioni alpine pre-cristiane furono bollate di satanismo ed empietà mentre andavano cristallizzandosi le dottrine "classiche" sulla stregoneria, e nel 1465 Perrissona Gappit fu accusata da due testimoni di aver tentato di rapire un neonato, di averne causato la morte tramite magia maligna e di aver preparato cibo che aveva fatto ammalare altre persone e per questo torturata ed arsa, già nel 1445 le autorità venete furono interpellate dall'inquisitore della Val Camonica per indicazioni su come procedere contro le «strie». Seguono i processi di massa per stregoneria con numerose esecuzioni in Valtellina (1460, 1483 e 1485), nel Canavese (1472 e 1475-76) e a Cuneo (1477). Un decennio dopo, mentre nella città alpina tedescofona di Innsbruck l'inquisitore Heinrich Kramer (1430–1505), autore del celebre Malleus Maleficarum, presiedeva il chiacchierato quanto infruttuoso processo contro Helena Scheuberin (1485), streghe e «strioni» erano perseguitati nelle Alpi italiane: in Val Camonica (1485) e a Peveragno (1485 e 1489). Nell'ultimo decennio del secolo nuovi processi si celebrarono a Carignano (1493-94) e Rifreddo (1495) e nuovamente in Val Camonica. Il XVI secolo confermò la tendenza, caratterizzandosi per diffuse, quasi "pandemiche" cacce alle streghe lungo l'arco alpino.

### Tradizioni correlate
I temi associati ai Benandant (viaggio extra-corporeo in forma animale; combattimento per la fertilità della terra; banchetto con una regina/dea; bere e sporcare le botti di vino nelle cantine) si ritrovano in altre parti d'Europa presso congreghe e sette parimenti oggetto di attenzioni da parte dell'Inquisizione del corso dell'Età moderna: gli Armier dei Pirenei; i seguaci della già citata Donna del gioco, divenuta celebre in Milano per un processo di stregoneria di fine XIV secolo, e dai seguaci di Richella e "la saggia Sibillia" nell'Italia settentrionale del XV secolo; i krasniki della Dalmazia; gli zduhać della Serbia; i Táltos in Ungheria, i Călușari in Romania e i burkudzauta d'Ossezia.
Ginzburg ha postulato una relazione tra i Benandanti e lo sciamanesimo delle culture baltico-slave, risultato della diffusione da un'origine centrale dell'Eurasia, forse 6.000 anni fa. Ciò spiegherebbe, a suo avviso, le somiglianze tra i Benandanti il caso del summenzionato "Lupo mannaro di Kaltenbrun". Nell'autunno 1692 a Jürgensburg (attuale Zaube, in Livonia), sul Mar Baltico, un vecchio di nome Theiss fu processato come lupo mannaro. Si difese sostenendo che il suo spirito (e quello di altri suoi compagni) si trasformava in lupo per combattere i dèmoni ed impedir loro di rubare il grano dal villaggio ma fu condannato (10 ottobre) a dieci colpi di frusta con l'accusa di superstizione e idolatria. Ginzburg ha evidenziato che gli argomenti di Thiess e la sua negazione di appartenere a un setta satanica corrispondevano a quelli usati dai benandanti negli interrogatori dell'Inquisizione. Ciò premesso, il 10 ottobre Theiss fu condannato a dieci colpi di frusta con l'accusa di superstizione e idolatria.

## Persecuzioni dell'Inquisizione
Al netto della frequenza con cui l'arco alpino italiano fu interessato, sin dagli Anni 1450, da feroci e sistematiche cacce alle streghe, i Benandanti, in Friuli, furono ignorati dall'Inquisizione sino alla seconda metà degli Anni 1570, quando il territorio del Patriarcato di Aquileia, già diviso tra la sfera d'influenza dell'Inquisizione veneziana e le sedi locali dell'Inquisizione romana, venne dotato di una nuova sede inquisitoriale con giurisdizione sia sulla diocesi di Aquileia sia su quella di Concordia (1575). L'inquisitore di Aquileia e Concordia era un frate minore conventuale di nomina apostolica e risiedeva normalmente a Udine, presso il locale convento francescano, o, più raramente, a Cividale del Friuli.

### Premessa: Benandanti e Malandanti

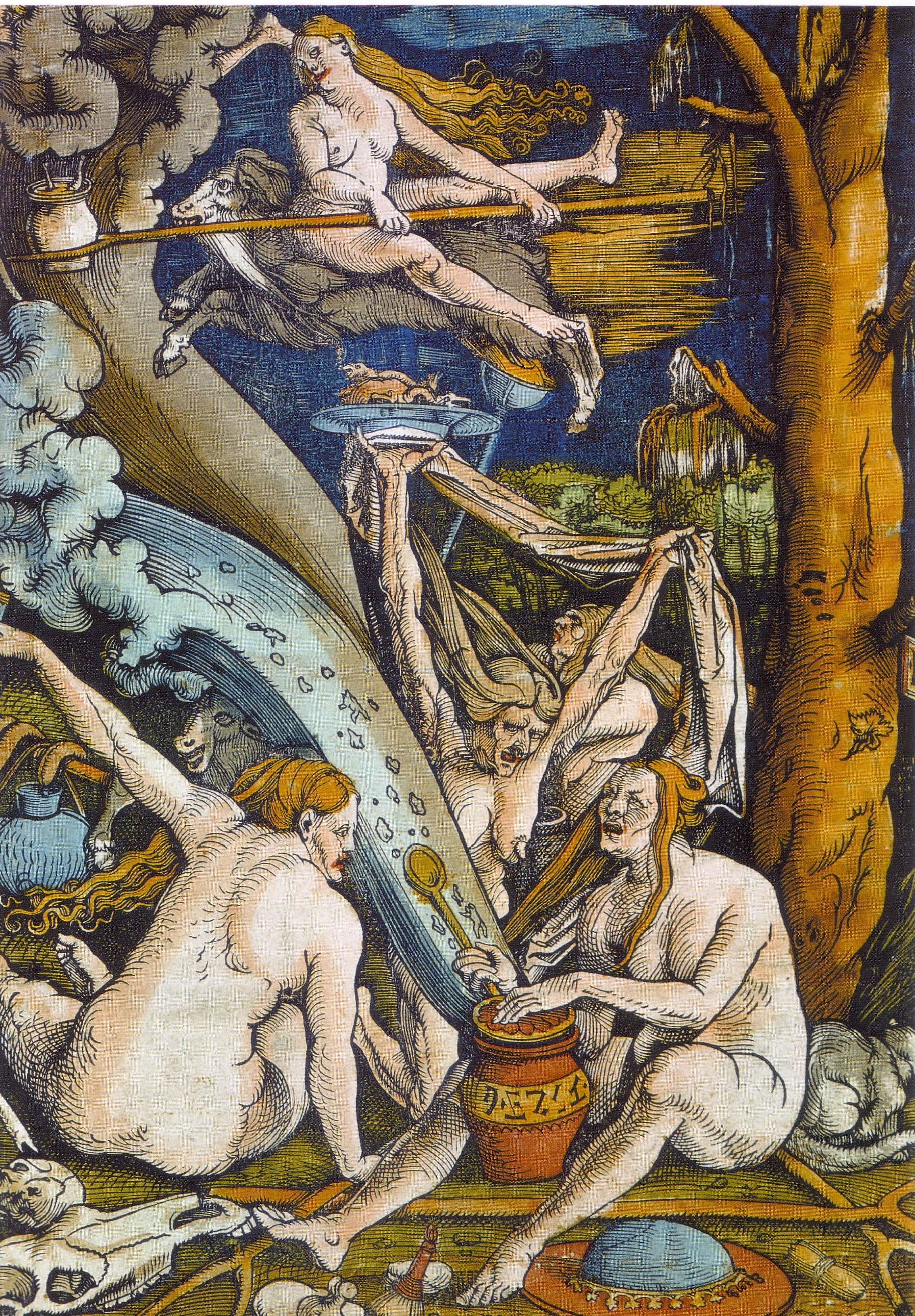
Il sabba delle streghe, incisione di Hans Baldung (1508).
Soprattutto le attività notturne/oniriche dei Benandanti concorsero ad assimilarli alla stregoneria agli occhi dell'Inquisizione.

Dopo una prima indagine che potremmo definire esplorativa svoltasi proprio nel 1575, i Benandanti furono oggetto di inchieste sistematiche a partire dagli Anni 1580 ed entro il 1675 ufficialmente condannati per eresia nonostante si trattasse di maghi buoni impegnati a combattere la congrega delle streghe. Nonostante le prove portate a carico delle loro colpe, nessuno dei processi ai Benandanti si concluse però con un'esecuzione capitale e, verso la fine del Seicento, l'Inquisizione allentò le inchieste su di loro dovendo, con la diffusione della Riforma protestante, preoccuparsi meno di stregoneria e più di vera e propria eresia.
Ginzburg osservò sin da subito il distinguo confuso tra Benandanti e Malandanti, cioè streghe/stregoni veri e propri, nei primi documenti ufficiali ecclesiastici. Se infatti i Benandanti dichiaravano di combattere i Malandanti e di guarire gli affatturati, parimenti dichiaravano d'unirsi alle streghe nei loro viaggi notturni. Il mugnaio Pietro Rotaro, interrogato nel 1575 durante la prima inchiesta ufficiale dell'Inquisizione sul fenomeno, parlò di «streghe benandanti», motivo per cui il sacerdote intento a verbalizzarne la testimonianza, don Bartolomeo Sgabarizza, descrisse i Benandanti come stregoni buoni che cercavano di proteggere le loro comunità e specialmente i bambini dalla minaccia di streghe e stregoni malvagi. Il contraddittorio rapporto Benandanti–Malandanti fu certamente all'origine dell'equivoco che, come approfondiremo a breve, portò l'Inquisizione, alla metà del Seicento, ad assimilare i Benandant a streghe e stregoni, sebbene, come anticipato, il trattamento loro riservato dal Sant'Uffizio fu certo meno cruento di quanto toccato ad altri. Dopo il 1675, i Benandanti stessi ormai ammettevano di partecipare al sabba, cosa che prima mai avevano fatto. Nel suo interrogatorio, reso spontaneamente all'Inquisizione del 1676, il giovane Benandat Andrea Cattaros raccontò d'aver partecipato più volte al sabba, giungendovi a cavallo di un becco, la prima per intercessione di una strega, e di esservi stato sistematicamente tentato dal Diavolo a rinnegare le fede (cosa da lui mai fatta) prima d'impegnarsi nelle consuete battaglie con streghe e dèmoni.
Durante i processi, i Benandant seguirono sostanzialmente due strategie difensive. Ribadirono sempre la netta distinzione fra le loro azioni benefiche e quelle malefiche delle streghe, presentandosi come veri e propri milites Christi schierati contro le malvagità che i Malandanti infliggevano ai villaggi ed insistendo che solo i loro poteri potevano proteggere i compaesani. La tesi era chiaramente inaccettabile per la Chiesa, seppur un inquisitore stesso riconobbe che: «È stato dichiarato che dopo aver apposto delle formule magiche su di una mano di un popolano a protezione delle streghe e dei dèmoni gli atti nocivi del Diavolo sono cessati, d'altro canto essi, come i loro presunti avversari demoniaci, hanno preso parte a riunioni misteriose (circa le quali non vogliono parlare neanche sotto tortura), dove venivano utilizzati lepri, gatti e ad altri animali.» In seconda battuta, i Benandanti presero con sempre più frequenza ad accusare compaesani (e soprattutto compaesane) d'essere Malandanti, creando anche disordini sociali che certamente concorsero ad allentare la loro presa sulla comunità.

### L'Inquisizione scopre i Benandanti: l'indagine di don Sgabarizza (1575)
All'inizio del 1575, Paolo Gasparotto, un Benandante di Iassico (Giassico, località di Cormons), diede un amuleto a un mugnaio di Brazzano, Pietro Rotaro, per guarirne il figlio, oppresso da una malattia sconosciuta. Incuriosito da questa magia popolare, il parroco, non-friulano, Bartolomeo Sgabarizza, convocò Gasparotto che gli spiegò che il malato era «stato posseduto dalle streghe» ma che era stato salvato da morte certa dai Benandanti. Gasparotto, proclamatosi Benandante, raccontò al prete che «il giovedì durante le Quattro Tempora dell'anno [i Benandati] erano costretti ad andare con queste streghe in molti luoghi, come Cormons, davanti alla chiesa di Giassìcco, e persino nella campagna intorno a Verona», dove «combattevano, giocavano, saltavano e cavalcavano vari animali», oltre a prendere parte a un'attività durante la quale «le donne picchiavano gli uomini che erano con loro con steli di sorgo, mentre gli uomini avevano solo mazzi di finocchio».
(Paolo Gasparotto, verbale trascritto da Bartolomeo Sgabarizza, ed. in Ginzburg 2020, p. 3)
Preoccupato di questa diffusa stregoneria, Sgabarizza, il 21 marzo 1575 ne parlava al vicario generale del patriarcato, monsignor Giacomo Maracco, e all'inquisitore Fra' Giulio Columberto d'Assisi (c. 1566–1579), a Cividale, in cerca d'indicazioni su come procedere. Portò con sé Gasparotto che prontamente fornì maggiori informazioni all'inquisitore, raccontando che dopo aver preso parte ai loro giochi, «le streghe, gli stregoni e i vagabondi» passavano davanti alle case delle persone, alla ricerca di «acqua pulita e limpida» che poi avrebbero bevuto. Secondo Gasparotto, se le streghe non riuscivano a trovare acqua pulita da bere, «andavano nelle cantine e rovesciavano tutto il vino». Sgabarizza non credette alla veridicità delle affermazioni di Gasparotto ma questi, intuitane l'incredulità, invitò lui e Columberto ad unirsi ai Benandanti (di cui comunque non fornì i nomi per tema d'esser «duramente picchiato dalle streghe») nel loro prossimo viaggio. Non molto tempo dopo, il lunedì di Pasquetta, Sgabarizza celebrò la Messa a Giassicco e vi si fermò per i consueti festeggiamenti. Durante la festa, Sgabarizza discusse nuovamente dei viaggi dei Benandanti con Gasparotto e con il mugnaio Rotaro, dopodiché scoprì l'identità di un altro Benandante, il banditore pubblico Battista Moduco di Cividale che gli fornì maggiori informazioni su quanto accadeva durante i loro viaggi onirici. Alla fine, Sgabarizza e l'inquisitore decisero di chiudere l'indagine senza procedere ritenendo, secondo Ginzburg, queste storie di voli notturni e battaglie contro le streghe «racconti inverosimili e nient'altro».

### Le prime inchieste (1580-1600)
Cinque anni dopo l'inchiesta di Sgabarizza, il nuovo inquisitore di Aquileia e Concordia, Fra' Felice Passeri da Montefalco (c. 1579–1584), riaprì il caso dei Benandant per ricercare nei loro miti tracce di apostasia al Dèmonio.
Il 27 giugno 1580, Passeri convocò per un interrogatorio Gasparotto che però negò ripetutamente d'essere un Benandante, definendo che il coinvolgimento in tali pratiche era contro Dio, senza però convincere Passeri che lo fece imprigionare. Lo stesso giorno, anche Moduco fu arrestato ed interrogato a Cividale ma, a differenza di Gasparotto, ammise apertamente d'essere un Benandante e gli descrisse i suoi viaggi visionari in cui combatteva le streghe per proteggere i raccolti della comunità. Denunciando con veemenza le azioni delle streghe, Moduco affermò che i Benandanti stavano combattendo «al servizio di Cristo» e pertanto Montefalco decise di lasciarlo libero.
(Battista Moduco, trascrizione di Felice da Montefalco dell'interrogatorio del 1580, ed. in Ginzburg 2020, p. 6)
Il 28 giugno, Gasparotto fu nuovamente sottoposto a interrogato e questa volta ammise d'essere un Benandant, sostenendo di essere stato troppo spaventato per farlo nell'interrogatorio precedente per paura che le streghe lo picchiassero per punizione. Gasparotto a questo punto accusò due individui, uno di Gorizia e l'altro di Valdichiana, di essere stregoni, dopodiché fu rilasciato da Montefalco a condizione che tornasse per ulteriori interrogatori in una data successiva. Ciò avvenne il 26 settembre: Gasparotto aggiunse un elemento al suo racconto, sostenendo che un angelo lo aveva convocato per unirsi ai Benandanti. L'introduzione di quest'elemento portò Montefalco a sospettare che le azioni di Gasparotto fossero eretiche e sataniche, pertanto lo incalzò, nell'interrogatorio, avanzando l'idea che l'angelo fosse in realtà un dèmone travestito. La tesi di Ginzburg è che, a questo punto, Passeri abbia intenzionalmente deformato la testimonianza di Gasparotto sui viaggi onirici dei Benandanti per adattarli all'immagine clericale consolidata del sabba delle streghe, mentre lo stesso Gasparotto, ormai vittima degli eventi, andava perdendo la sua sicurezza e iniziando a mettere in discussione «la realtà delle sue convinzioni». Diversi giorni dopo, infatti, Gasparotto confessò a Montefalco che credeva che «l'apparizione di quell'angelo fosse in realtà il Diavolo che mi tentava, poiché mi hai detto che può trasformarsi in un angelo». Quando anche Moduco fu riconvocato da Montefalco, il 2 ottobre 1580, anch'egli proclamò che il Diavolo l'aveva ingannato, convincendolo ad intraprendere il viaggio notturno che credeva fosse stato compiuto per il bene. Avendo sia Gasparotto sia Moduco confessato a Montefalco che i loro viaggi notturni erano stati causati dal Diavolo, furono rilasciati in attesa della sentenza per il loro crimine in una data successiva. A causa di un conflitto di giurisdizione tra il commissario di Cividale e il vicario del patriarca, la pronuncia della punizione di Gasparotto e Moduco fu rinviata al 26 novembre 1581. Entrambi denunciati come eretici, furono risparmiati dalla scomunica ma condannati a sei mesi di prigione e inoltre fu loro ordinato di offrire preghiere e penitenze a Dio in determinati giorni dell'anno, tra cui le Tempora, per il perdono dei loro peccati. Tuttavia, le loro pene furono presto condonate, a condizione che rimanessero nella città di Cividale per quindici giorni.
Verso la fine del 1581, Passeri s'interessò ad una vedova udinese, Anna la Rossa, che sosteneva di poter vedere e comunicare con gli spiriti dei morti. Interrogata il 1° gennaio 1582, la donna negò inizialmente le sue capacità medianiche ma alla fine crollò e raccontò di come credeva di vedere i morti e di come vendeva i loro messaggi ai membri della comunità locale disposti a pagare, usando il denaro per alleviare la povertà della sua famiglia. Nonostante l'interesse dell'inquisitore, il processo rimase incompiuto. Nel medesimo anno, Passeri s'interessò della moglie di un sarto udinese, Donna Aquilina, arricchitasi praticando come medium e guaritrice ma quando questa seppe d'essere sospettata dall'Inquisizione, fuggì dalla città. Passeri attese più di un anno, poi, il 26 agosto 1583, si recò a casa di Aquilina per interrogarla e lei fuggì nuovamente, nascondendosi in una casa vicina. Fu infine arrestata e tradotta per l'interrogatorio che si svolse il 27 ottobre: difese le sue pratiche ma affermò di non essere una Benandante né una strega. Nel 1582 Passeri aveva anche iniziato a indagare su una vedova cividalese di nome Caterina la Guercia che aveva accusato di praticare «varie arti malefiche»: interrogata il 14 settembre, ammise di fabbricare amuleti per curare le malattie dei bambini ma di non essere una Benandante, aggiungendo tuttavia che lo era il suo defunto marito, Andrea di Orsaria, di Premariacco, solito entrare in trance extra-corporea per unirsi alle «processioni dei morti».
Nel 1583 un anonimo denunciò al Sant'Uffizio il pastore Toffolo di Buri di San Canzian d'Isonzo come Benandante: usciva di notte per i suoi viaggi visionari per combattere le streghe e si confessava regolarmente, ammettendo che le sue attività erano contrarie agli insegnamenti della Chiesa cattolica ma che non era in grado di interromperle. L'Inquisizione si riunì il 18 marzo per discutere della situazione: si chiese al sindaco di Monfalcone, Antonia Zorzi, l'arresto di Toffolo e la sua estradizione ad Udine. Zorzi catturò Toffolo ma non disponendo di uomini per tradurlo ad Udine lo lasciò andare. Nel novembre 1586, il successore di Passeri, Fra' Evangelista Pelleo (c. 1584–1586), decise di riesaminare il caso e si recò a Monfalcone ma scoprì che Toffolo era irreperibile da più di un anno. Il 1º ottobre 1587, il sacerdote Vincenzo Amorosi di Cesana denunciò la levatrice Caterina Domenatta all'inquisitore Fra' Giambattista Angelucci da Perugia (c. 1587–1598) come «strega colpevole» d'aver incoraggiato la puerpera d'un parto podalico a mettere il neonato su di uno spiedo per evitare che diventasse un Benandant o uno Strione. A Monfalcone, nel gennaio 1588, Angelucci interrogò vari paesani e la stessa Domenatta, per inciso moglie di un Benandante, che asserì d'aver agito in piena coscienza e secondo tradizioni per lei assodate: fu pertanto condannata a pubblica penitenza ed abiura.

### Ricerca e repressione dei Benandanti "stregoni" (1600-1650)
Con l'aprirsi del nuovo secolo, i verbali dei processi ai Benandanti testimoniano l'interesse degli inquisitori ad approfondire il sospetto o meglio l'equivoco legame tra Benandanti e Malandanti per identificarli tutti come rei partecipi al Sabba da punire. Taluni giudici, nello specifico gli Inquisitori di Aquileia e Concordia, perseguirono ostinatamente tale scopo, mentre altri, quali il Patriarca d'Aquileia o l'Inquisizione veneziana (v.si il caso di Maria Panzona nel seguito) s'accontentarono di sentire il racconto dei consueti miti delle battaglie oniriche.
Nel 1600 tale Maddalena Busetto di Valvasone fece due deposizioni riguardanti i Benandanti del villaggio di Moruzzo a Fra' Francesco Cummo di Vicenza, il commissario dell'inquisitore Fra' Girolamo Asteo (c. 1598–1608). Affermò di aver visitato, presso tale villaggio, un'amica il cui figlio era rimasto ferito a causa della Benandante Pascutta Agrigolante. Busetto non sapeva cosa fossero i Benandant, quindi chiese ulteriori informazioni e la Agrigolante le parlò dei viaggi notturni e le indicò altri Benandanti della zona, tra cui il prete del villaggio ed una donna di nome Narda Peresut. Busetto interrogò la Peresut che ammise d'essere una Benandante e d'aver eseguito la sua magia curativa a Gao per evitare l'Inquisizione. Busetto concluse informando il commissario di non credere al alcuna di queste affermazioni. Questi s'impegnò a portare avanti un'inchiesta ma non ci sono prove che l'abbia mai fatto. Nello stesso anno, un altro autoproclamato Benandante, Bastian Petricci di Percoto, fu denunciato al Sant'Uffizio ma non si trova traccia di eventuali azioni intraprese contro di lui. Nel 1606 Giambattista Valento, un artigiano di Palmanova, andò dal sovrintendente generale della Patria del Friuli, dal 1420 parte della Terraferma veneziana, Andrea Garzoni, e l'informò della sua convinzione che la moglie fosse stata stregata. Garzoni era preoccupato e inviò l'inquisitore Asteo a Palmanova per indagare e questi scoprì che gli abitanti del villaggio erano ampiamente concordi nel ritenere la moglie di Valento vittima di stregoneria e che un Benandante, un commesso diciottenne di nome Gasparo, fosse implicato. Parlando con Gasparo, Asteo ascoltò le storie dei viaggi notturni ma il giovane insisteva sul fatto che servivano Dio e non il Diavolo. Gasparo indicò inoltre all'inquisitore alcuni abitanti del villaggio come streghe e stregoni ma l'inquisitore non gli credette e chiuse il caso. Nel 1609 seguì la denuncia di un altro Benandante, un contadino di nome Bernardo di Santa Maria la Longa, alle autorità religiose. Nel 1614 una donna di nome Franceschina di Frattuzze arrivò al monastero di San Francesco a Portogruaro per denunciare la maga Marietta Trevisana di Giai come strega: sebbene non descritta come una Benandante, la difesa della stessa di combattere la stregoneria potrebbe aver indicato che si considerasse tale. Nel 1621 il ricco Alessandro Marchetto di Udine presentò un promemoria al Sant'Uffizio accusando sia un ragazzo di quattordici anni sia un pastore locale di nome Giovanni, cui s'era rivolto per curare il proprio cugino, ritenuto affatturato, d'essere Benandanti.
Interessante il sopracitato caso di Maria Panzona di Latisana, arrestata per furto nel 1618. In prigione, la si scoprì una Benandante e pronta ad accusare un certo numero d'indigene di stregoneria. Quando fu interrogata approfonditamente dall'inquisitore, nel gennaio 1619, confessò d'aver omaggiato il Diavolo per ottenere poteri che usava per aiutare le persone. Trasferita a Venezia per questioni di giurisdizione, la Panzona vi fu accompagnata da due delle donne che aveva accusato di stregoneria. Durante gli interrogatori in Laguna, la Benandante negò d'aver mai onorato il Diavolo, insistendo che i Benandant servivano Cristo. Gli inquisitori marciani non credettero alla veridicità delle su storie: liberarono le due presunte streghe e condannarono Panzona a tre anni di prigione per eresia.
Partendo dal caso della Panzona, Ginzburg avanza la tesi che, negli Anni 1620, i Benandanti si fossero fatti più audaci nelle accuse pubbliche contro presunte streghe: per esempio, nel febbraio 1622, l'inquisitore Fra' Domenico Vico di Osimo (c. 1614–1629), fu informato dal mendicante e Benandante Lunardo Badou della presenza di diverse streghe e stregoni nella zona di Gagliano, Cividale del Friuli e Rualis ma il delatore, divenuto ivi molto chiaramente impopolare, non fu preso sul serio dall'inquisitore; nel 1623 e di nuovo nel 1628-1629 fu ripetutamente denunciato un contadino e Benandante di Percoto, Gerolamo Cut, che aveva guarito diversi individui ritenuti affatturati, il quale, per tutta risposta, aveva accusato vari compaesani di stregoneria ma, anche in questo caso, le accuse non portarono ad ulteriori sviluppi. Nel maggio del 1629, Francesco Brandis, funzionario di Cividale, inviò una lettera all'inquisitore Fra' Bartolomeo Procaccioli da Terni (c. 1629–1635) per informarlo che un ventenne Benandante era stato arrestato per furto e che pertanto sarebbe stato trasferito a Venezia.
A partire dagli Anni 1630, sempre durante il mandato di Procaccioli, il distinguo tra Benandanti e Malandanti, com'era stato per il caso di Maria Panzona, si fa sempre più debole. Nel 1634 il Benandante Giovanni Sion confessa al vicario di Procaccioli, Fra' Ludovico Sillani da Gualdo, d'aver partecipato al sabba con altri Benandanti e delle streghe ma di non aver preso parte alle empie gozzoviglie occorsevi. Dieci anni dopo, nell'inverno 1644–1645, l'ormai inquisitore Sillani (c. 1636–1645) presiedette il processo al Benandante Olivo Caldo, arrestato per ordine dell'arcivescovo Benedetto Capello, poi chiusosi con un nulla di fatto durante il quale il terrorizzato imputato confessò varie pratiche stregonesche durante il sabba per tema della tortura arrivando persino a tentare il suicidio in cella.
Agli occhi dell'Inquisizione, i Benandanti erano ormai stregoni. Il mandato del successivo, prolifico, inquisitore, Fra' Giulio Missini (c. 1645–1653), fu indicativo in tal senso: Missini processò 414 persone, nella maggior parte dei casi per magia e stregoneria, accanendosi contro i Benandant che proprio in questo periodo persero definitivamente il loro connotato benefico agli occhi del Sant'Uffizio. Una delle sue vittime più celebri fu Michele Soppe, contadino della già citata Santa Maria la Longa e «capitano de Benandanti». Oggetto di varie denunce a partire dal 1642, fu indagato da Missini a partire dal 1647 ma arrestato solo il 21 maggio 1649. Morì in carcere a Udine il 20 novembre 1650, prima della conclusione del processo che andò per le lunghe anche a causa delle richieste romane di approfondimenti, mentre Soppe languiva in pessime condizioni in prigione. Durante il processo, Soppe aveva confessato ciò che l'inquisitore voleva sentirsi dire, cioè di aver stretto un patto con il Diavolo per ottenere i suoi poteri. Il caso di Soppe, come gli altri del periodo, dimostrerebbe come la nuova accezione negativa dei Benandanti non fosse dovuta a una mutata opinione popolare nei loro confronti (tesi sostenuta da Ginzburg) quanto piuttosto (tesi sostenuta da Nardon) che il culto restò schiacciato nei meccanismi mentali tipici dell'Inquisizione che ormai percepiva come minaccia stregonesca qualsiasi eterodossia mistica.

### Ricerca e repressione dei Benandanti "guaritori" (post-1650)
Circa un ventennio dopo il caso di Soppe, i Benandanti erano comunque ancora ben radicati nelle comunità friulane che seguitavano a considerarli una risorsa "anti-stregonesca" seppur parimenti pronte a sbarazzarsene o ad emarginarli qualora si rivelassero troppo scomodi. Per parte loro, gli Inquisitori, sino ben addentro al XVIII secolo, si concentrarono sul controllo delle pratiche curative e magiche abusive, smettendo di ricerca forzatamente il Sabba per identificarne ed eliminarne i partecipanti.
Così, quando, nel 1676, il paese di Annone fu messo a soqquadro dalla predicazione del Benandante Andrea Cattaros che denunciò pubblicamente le donne del paese e dei dintorni da lui reputate streghe, incolpandole della morte di due bambini, prima il sacerdote locale, don Francesco Marignani, lo inviò avanti l'inquisitore Fra' Agostino Giorgi (c. 1674–1677), più nello specifico al di lui vicario Valerio Secchi, a rilasciare la testimonianza di cui abbiamo sopra discusso in un'inchiesta che si chiuse comunque con un nulla di fatto principalmente per lo scetticismo degli inquisitori stessi, poi Cattaros fu allontanato dalla comunità.

Al volgere del secolo, il Benandante Pietro Galina di Concordia fu denunciato all'inquisitore Fra' Giovanni Paolo Giulianetti (c. 1692–1704) da due donne, Sonia Zogia (1692) e Pasqua Baldissera di Concordia (1693), infastidite dalle sue predicazioni: Baldissera, nello specifico, era esasperata perché Pietro l'aveva denunciata come strega e, ormai, tutti i suoi compaesani, ivi compreso il suo parroco, tale la reputavano.

Al principio del Settecento, il Benandant Leonardo da Udine è attivo a San Giovanni (Casarsa della Delizia) per risolvere il caso di una giovane donna malata dopo vani tentativi fatti con cure mediche e pratiche esorcistiche.

## Nella cultura popolare
La figura dei Benandant compare nelle opere in lingua friulana sin dall'epoca moderna: es. nelle poesie di Ermes di Colloredo (1622–1692), Pietro Zorutti (1792–1867), ecc.
Romanzi
- I Benandanti sono una sottoclasse  del Druido giocabile nell'ambientazione Brancalonia, pubblicata da Acheron Games, per Dungeons & Dragons 5 edizione.

- I Benandanti compaiono come cacciatori di zombi nel romanzo dark fantasy Non mi uccidere (2005) di Chiara Palazzolo.[102]
- I Benandanti sono concettualmente richiamati fantasy storico di Guy Gavriel Kay Il paese delle due lune (1990).[103]
- I Benandanti sono una forza importante nel urban fantasy di Elizabeth Hand Waking the Moon (1994).
- I Benandanti compaiono nel romanzo di Majgull Axelsson April Witch (1997).
- I Benandanti sono citati nei paranormal romance di Kelley Armstrong Waking the Witch (2010) e The Calling (2012).
- I Benandanti sono il soggetto della trilogia Young adult "Twin Willows" di Nicole Maggi (2014-2016).[104]
- Sulla falsariga di Thiess di Kaltenbrun, il "lupo mannaro" che si definì «segugio di Dio», c'è un personaggio "Segugio di Dio" nel fantasy per ragazzi di Neil Gaiman Il figlio del cimitero (2008).

Giochi di ruolo
- I Benandanti sono una società segreta di individui che attraversano il muro tra le terre dei vivi e dei morti mentre sono in trance nell'ambientazione Mondo di tenebra della linea di gioco Wraith: The Oblivion (1994–1996) della White Wolf.
- Il capitolo "Nightwalkers" del supplemento Hedge Magic Revised Edition (2008) della quinta edizione di Ars Magica descrive i Benandanti e le tradizioni correlate come magie giocabili.

Fumetti
- I Benandanti sono una parte importante della storia del manga Pilgrim Jäger (2002–2006) ambientato in una distopica Europa post-rinascimentale.
- I Benandanti sono dei druidi guaritori nel fumetto italiano fantasy Dragonero (2013-in corso).

Televisione
- I Benandanti svolgono un ruolo importante, per lo più antagonistico, in due prodotti Netflix: la serie Luna Nera (2020) che li ritrae come cacciatori di streghe convenzionali[105] e il film Non mi uccidere (2021) basato sul sopracitato romanzo.[102]

### Esplicative
1. ↑  Nel calendario liturgico del rito romano, prima della riforma avviata dal Concilio Vaticano II, le "Quattro Tempora" erano quattro distinti periodi di tre giorni - mercoledì, venerdì e sabato - di una stessa settimana, approssimativamente equidistanti nel ciclo dell'anno, destinati al digiuno e alla preghiera. Questi giorni erano considerati particolarmente idonei per l'ordinazione del clero. Le tempora d'inverno cadevano fra la terza e la quarta domenica di Avvento, le tempora di primavera fra la prima e la seconda domenica di Quaresima, le tempora d'estate nella settimana fra Pentecoste e la solennità della Santissima Trinità e le tempora d'autunno fra la terza e la quarta domenica di settembre, cioè dopo l'Esaltazione della Santa Croce, il 14 settembre.
2. ↑  Secondo l'interpretazione di Frazer 1995, il "selvaggio" simboleggerebbe le antiche divinità contadine pagane dei boschi
3. ↑  Rouge 2007.
«volgarmente nota come stregoneria, la Vecchia Religione in realtà non è affatto come viene descritta a seguito di questo secolare malinteso storico»
4. ↑  Dopo la sua fondazione nel 1542, l'Inquisizione romana standardizzò norme procedurali e di applicazione delle condanne in tutta la Penisola, avocò a sé l'onere di approvare preventivamente tutte le sentenze tanto quanto la potestà di richiedere agli inquisitori provinciali, spesso frettolosi, sommari o peggi, ulteriori indagini processuali che ritenesse opportune -  Brian P. Levack, Cap. 3. Le Basi giuridiche, in La caccia alle streghe: In Europa agli inizi dell'età moderna, Roma-Bari, Laterza, 1997, ISBN 88-420-6311-8, OCLC 1088827979.

### Bibliografiche
1. 1 2 3 4  Ginzburg 2020, p. 1.
2. ↑  Del Col 1997, p. 136.
3. 1 2  Ginzburg 2020, pp. 1-4.
4. 1 2 3 4  Del Col 1997, p. 141.
5. 1 2 3 4  Ginzburg 2020, p. xxi.
6. ↑  Ginzburg 2020, p. xx.
7. ↑  Cossar 1933.
8. 1 2 3 4  Klaniczay 1990, pp. 132-147.
9. 1 2  Eliade 1975, p. 157.
10. 1 2 3  De Blécourt 2007, p. 51.
11. 1 2 3 4  (EN) Éva Pócs, Traces of Indo-European Shamanism in South East Europe (PDF), in Folk Belief Today, Tartu, 1995, ISBN 9985-851-11-0.
12. 1 2 3  Cohn 1994, p. 223.
13. ↑  Hutton 1999, pp. 277 e ss.
14. 1 2  Marmai 2017, pp. 67 e ss.
15. ↑  Martin 1992, pp. 613-614.
16. ↑  Ginzburg 2017, pp. xx, 44.
17. ↑  Hutton 2010, p. 248.
18. ↑  Hutton 2011, p. 229.
19. ↑  Duerr 1985, pp. 32-39.
20. ↑  Hutton 1999, p. 278.
21. ↑  Hutton 1999, p. 277.
22. 1 2 3  Thurston 2001, p. 57.
23. 1 2  Ginzburg 2020, p. 15.
24. ↑  Klaniczay 1990, p. 131.
25. ↑  Ginzburg 2020, p. 96.
26. ↑  Cohn 1994, pp. 223-224.
27. ↑  Ginzburg 2020, p. 16.
28. 1 2  Ginzburg 2020, p. 4.
29. 1 2 3  Ginzburg 2020.
30. 1 2  Ginzburg 2020, p. 41.
31. 1 2  Klaniczay 1990, pp. 129-130.
32. 1 2   Luisa Muraro, La signora del gioco. La caccia alle streghe interpretata dalle sue vittime, La Tartaruga, 1976, ISBN 88-7738-449-2.
33. ↑  Nardon 1999, p. 31.
34. ↑   Gilberto Pressacco, Sermone, cantu, choreis e ... marculis. Cenni di storia della danza in Friuli, Udine, Società Filologica Friulana, 1991,  pp. 166-169 e passim.
35. ↑  Di Nola 2003.
36. ↑   Gabriele Rosa, Guida topografica, storica, artistica ed industriale al Lago d'Iseo ed alle Valli Camonica e di Scalve, Bergamo, Tipografia Fratelli Bolis, 1874.
37. ↑  Del Col 2009b, p. 24.
38. ↑  Del Col 2009b, p. 22.
39. ↑  (EN) Vincenzo Lavenia, The Alpine Model of Witchcraft: The Italian Context in the Early Modern Period, in Marco Bellabarba, Hannes Obermair e Hitomi Sato (a cura di), Communities and Conflicts in the Alps from the Late Middle Ages to Early Modernity, Bologna-Berlino, Il Mulino - Duncker & Humblot, 2015,  pp. 151-164, ISBN 978-88-15-25383-5.
40. ↑  V.si per approfondimento  Julio Caro Baroja, cap. VI, in Le streghe e il loro mondo, Parma, Pratiche, 1994, OCLC 797525355. Cohn 1994, cap. XI-XII.  Marina Romanello (a cura di), La stregoneria in Europa (1450-1650), Bologna, Il Mulino, 1975, OCLC 1075111372.
41. ↑  (EN) Richard Kieckhefer, The First Wave of Trials for Diabolical Witchcraft, in The Oxford Handbook of Witchcraft in Early Modern Europe and Colonial America, 2013.
42. ↑  (EN) Richard Golden, The Encyclopedia of Witchcraft, Santa Barbara, ABC-Clio, 2006,  p. 1310.
43. ↑   Hugh R. Trevor-Roper, La caccia alle streghe in Europa tra Cinquecento e Seicento, in Protestantesimo e trasformazione sociale, Bari, Laterza, 1969,  pp. 160 e ss.
44. ↑  (EN) Bengt Ankarloo, Witchcraft and magic in Europe. Vol. 4, The period of the witch trials, Londra, Athlone, 2002,  pp. 18 e ss.
45. ↑  Lavenia 2015, pp. 154-155.
46. ↑  (EN) Richard Kieckhefer, European Witch Trials: Their Foundations in Popular and Learned Culture, 1300-1500, University of California Press, 1976,  pp. 32–33.
47. 1 2 3   Pinuccia Di Gesaro, Streghe: L'ossessione del diavolo, Il repertorio dei malefizî, La repressione, Bolzano, Praxis 3, 1988,  pp. 8, 385 e ss, OCLC 601617393.
48. 1 2 3   Massimo Prevideprato, Tu hai renegà la fede - Stregheria ed inquisizione in Valcamonica e nelle Prealpi lombarde dal XV al XVIII secolo, Brescia, Vannini, 1992.
49. ↑  (EN) Christopher S. Mackay, Record of the Proceedings against the Seven Accused, October 29 and 31 and November 3, 1485, in "An Unusual Inquisition", BRILL, 2020,  pp. 203-215, DOI:10.1163/9789004423800_016, ISBN 9789004423800.
50. ↑   Virginia Dainotti, Roghi a Carignano, in Bollettino Storico Bibliografico Subalpino, n. 32, 1932,  pp. 283-292.
51. ↑  (EN) Michael Tavuzzi, Renaissance Inquisitors: Dominican Inquisitors and Inquisitorial Districts, Leida, Boston, BRILL, 2007,  p. 197.
52. ↑  Del Col 2009b, p. 29.
53. 1 2  Ginzburg 2017, pp. 28-32.
54. ↑   Andrea Del Col, L'Inquisizione nel patriarcato e diocesi di Aquileia, 1557-1559, prefazione di Anne Jacobson Schutte, Trieste-Montereale Valcellina, 1998.
55. 1 2 3 4 5 6 7 8 9 10 11   Andrea Del Col, Udine, in DSI, v. III, pp. 1606-1609, 2010.
56. 1 2  Del Col 1997, p. 133.
57. 1 2 3  Nardon 1999.
58. 1 2 3   Mauro Fasan, Benandanti e streghe nel Friuli del Seicento. Un caso ad Annone Veneto, in Quaderni eretici, vol. 8, 2021,  pp. 31-58.
59. 1 2   Mauro Fasan, Pietro Galina, il benandante che «ha benedito quasi tutta Concordia, in Cuncuardia, Società Filologica Friulana, Udine, 2024,  pp. 247-252.
60. ↑   Giovanna Paolin, Giacomo Maracco, in Dizionario biografico degli italiani, vol. 69, Roma, Istituto dell'Enciclopedia Italiana, 2007.
61. ↑  Ginzburg 2020, pp. 1-2.
62. ↑  Ginzburg 2020, p. 2.
63. 1 2  Ginzburg 2020, pp. 2-3.
64. ↑  Del Col 2009, pp. 173-174.
65. ↑  Del Col 1997, p. 140.
66. 1 2 3 4 5   Roberto Bonetti, L'attività dell'inquisitore di Aquileia e Concordia fra Felice Passeri da Montefalco, in Metodi e Ricerche. Rivista di studi regionali, nuova serie, XXI, n. 2, 2002,  pp. 101-143.
67. ↑  Ginzburg 2020, p. 3.
68. ↑  Ginzburg 2020, pp. 6-8.
69. ↑  Ginzburg 2020, pp. 8-9.
70. ↑  Ginzburg 2020, pp. 10-11.
71. ↑  Ginzburg 2020, p. 11.
72. ↑  Ginzburg 2020, p. 12.
73. ↑  Ginzburg 2020, p. 14.
74. ↑  Ginzburg 2020, pp. 33-36.
75. ↑  Ginzburg 2020, pp. 37-38.
76. ↑  Ginzburg 2020, pp. 38-39.
77. ↑  Ginzburg 2020, pp. 69-71.
78. ↑  Ginzburg 2020, pp. 73-74.
79. ↑  Marmai 2017, p. 37.
80. ↑  Ginzburg 2020, p. 80.
81. ↑  Ginzburg 2020, pp. 79-80.
82. ↑  Ginzburg 2020, pp. 80-81.
83. ↑  Ginzburg 2020, pp. 82-86.
84. ↑  Ginzburg 2020, p. 81.
85. ↑  Ginzburg 2020, pp. 86-89.
86. ↑  Ginzburg 2020, pp. 99-102.
87. 1 2  Ginzburg 2020, pp. 102-106.
88. ↑  Ginzburg 2020, p. 89.
89. ↑  Ginzburg 2020, pp. 89-92.
90. ↑  Ginzburg 2020, pp. 92-95.
91. ↑  Ginzburg 2020, pp. 96-97.
92. ↑  Ginzburg 2020, p. 152.
93. ↑  Nardon 1999, pp. 119 e ss.
94. ↑  Nardon 1999, pp. 61 e ss.
95. 1 2   Dario Visintin, L'attività dell'inquisitore Fra Giulio Missini in Friuli (1645–1653): L'efficienza della normalità, Trieste-Montereale Valcellina, Università di Trieste [e] Circolo culturale Menocchio, 2008.
96. ↑  Nardon 1999, pp. 77 e ss. e 123.
97. ↑   Carlo Ginzburg, Miti, emblemi, spie: morfologia e storia, Torino, Einaudi, 1986,  pp. 181 e ss.
98. ↑   Dario Visintin, Michele Soppe benandante, Montereale Valcellina, Comune di S. Maria la Longa [e] Circolo Culturale Menocchio, S. Maria la Longa, 2009.
99. ↑  Nardon 1999, p. 127.
100. ↑   Andrea Del Col, Streghe e bestemmiatori nei processi dell’Inquisizione, in G. Ellero (a cura di), Ciasarsa San Zuan Vilasil Versuta, Udine, 1995,  p. 201.
101. ↑   Ermes di Colloredo, Poesie Friulane, l'Opera Completa, Philadelphia, LiteraryJoint Press, 2019, ISBN 978-0-359-73730-7.
102. 1 2  (EN) Sushrut Gopesh, 'Don't Kill Me' Ending, Explained – Who Were The Benandanti Hunting?, su Digital Mafia Talkies, 22 febbraio 2022.
103. ↑  (EN) The Worlds of Guy Gavriel Kay, su Bright Weavings.
104. ↑  (EN) Nicole Maggi Website, su nicolemaggi.com.
105. ↑  (EN) Diksha Sundriyal, Is Luna Nera Based on a True Story? Who Was Bertoletti Toldini?, su The Cinemaholic, 2 febbraio 2020. URL consultato il 17 marzo 2022.

### Specifici
In italiano
- Andrea Del Col, Benandanti, in DSI, v.1, pp. 172-173, 2010.
- Andrea Del Col (a cura di), L'Inquisizione del patriarcato di Aquileia e della diocesi di Concordia. Gli atti processuali, 1557-1823, EUT, 2009.
- Andrea Del Col, I benandanti nella storia europea, in G.B. Corgnali (a cura di), Ce fastu? bollettino della Società filologica friulana, vol. 73, n. 1, 1997,  pp. 133-142.
- Carlo Ginzburg, I benandanti. Ricerche sulla stregoneria e sui culti agrari tra Cinquecento e Seicento, nuova ed. con nuova postfazione dell'A., Milano, Adelphi, 2020  [1966], ISBN 978-88-459-3520-6. Ed. (EN) Carlo Ginzburg, The Night Battles: Witchcraft and Agrarian Cults in the Sixteenth and Seventeenth Centuries, traduzione di John Tedeschi e Anne Tedeschi, Baltimore, Johns Hopkins University Press, 1983, ISBN 978-0801843860.
- Gian Paolo Gri, Altri modi – Etnografia dell'agire simbolico nei processi friulani dell'Inquisizione, Trieste, EUT, 2001.
- Ippolito Marmai, Benandanti-Balavants : Antropologia dello Sciamanesimo tra le Alpi e il Caucaso, Lulu.com, 2017, ISBN 978-1-32-688-0767.
- Franco Nardon, Benandanti e inquisitori nel Friuli del Seicento, prefazione di Andrea Del Col, EUT, 1999, ISBN 88-8303-022-2.
- Dario Visintin, L'inquisizione in Friuli alla metà del Seicento (PDF), in Giornale di storia, vol. 6, 2011, ISSN 2036-4938 (WC · ACNP).
- Dario Visintin, I benandanti e il Sant'Ufficio alla metà del Seicento, in Metodi e Ricerche. Rivista di studi regionali, nuova serie, XXVII, n. 1, 2008,  pp. 23-52.

### Consultazione
In italiano
- Julio Caro Baroja, Le streghe e il loro mondo, Parma, Pratiche, 1994, OCLC 797525355.
- Norman Cohn, I demoni dentro: le origini del sabba e la grande caccia alle streghe, Milano, Unicopli, 1994  [1975], OCLC 935679962.
- Mario Ranieri Cossar, Costumanze, superstizioni e leggende dell'agro parentino, Bologna, Ed. Libreria Belli, 1933.
- Ernesto De Martino, Morte e Pianto Rituale, Universale Scientifica, Torino, Boringhieri, 1977.
- Ernesto De Martino, Sud e Magia, Milano, Feltrinelli, 1959.
- Andrea Del Col, La persecuzione della stregoneria in Italia dal Medioevo all'età moderna (PDF), in Richini 2009, pp. 17-37.
- Alfonso Maria Di Nola, La Nera Signora, Antropologia della morte e del lutto, Roma, Newton Compton, 2003.
- James Frazer, Il Ramo d'Oro, Studio sulla Magia e sulla Religione, Torino, Bollati Boringhieri, 1995  [1915].
- Carlo Ginzburg, Storia Notturna. Una decifrazione del Sabba, nuova ed., Milano, Adelphi, 2017  [1989], ISBN 978-88-459-3216-8. Ed. (EN) Carlo Ginzburg, Ecstasies: Deciphering the Witches' Sabbath, Pantheon Books, 1990, ISBN 978-0394581637.
- Adriano Prosperi, Vincenzo Lavenia e John Tedeschi (a cura di), Dizionario storico dell'Inquisizione, 4 v., Pisa, Edizioni della Normale, 2010.
- Andrea Richini (a cura di), Ci chiamavano streghe - Atti del convegno "Incontri Tra Montani 2008" in Pisogne (PDF), Bari, Laterza, 2009, ISBN 978-88-8231-534-4.
- Dragon Rouge, Antica stregoneria italiana, Aradia Edizioni, 2007.
- Jean-Claude Schmitt, Medioevo "superstizioso", Roma-Bari, Laterza, 2007.

In altre lingue
- (EN) Willem De Blécourt, A Journey to Hell: Reconsidering the Livonian "Werewolf", in Magic, Ritual, and Witchcraft, vol. 2, n. 1, University of Pennsylvania Press, 2007,  pp. 49-67, DOI:10.1353/mrw.0.0002.
- (EN) Hans Peter Duerr, Dreamtime: Concerning the Boundary between Wilderness and Civilization, traduzione di Felicitas Goodman, Oxford and New York, Blackwell, 1985  [1978], ISBN 9780631133759.
- (EN) Mircea Eliade, Some Observations on European Witchcraft, in History of Religions, vol. 14, n. 3, University of Chicago Press, 1975,  pp. 149-172, DOI:10.1086/462721.
- (EN) Ronald Hutton, The Triumph of the Moon: A History of Modern Pagan Witchcraft, Oxford and New York, Oxford University Press, 1999, ISBN 978-0192854490.
- (EN) Ronald Hutton, Writing the History of Witchcraft: A Personal View, in The Pomegranate: The International Rivista of Pagan Studies, vol. 12, n. 2, London, Equinox Publishing, 2010,  pp. 239-262, DOI:10.1558/pome.v12i2.239.
- (EN) Ronald Hutton, Revisionism and Counter-Revisionism in Pagan History, in The Pomegranate: The International Rivista of Pagan Studies, vol. 13, n. 2, London, Equinox Publishing, 2011,  pp. 225-256, DOI:10.1558/pome.v12i2.239.
- (EN) Gábor Klaniczay, The Uses of Supernatural Power: The Transformation of Popular Religion in Medieval and Early-Modern Europe, traduzione di Susan Singerman, Princeton, Princeton University Press, 1990, ISBN 978-0691073774.
- (EN) John Martin, Journeys to the World of the Dead: The Work of Carlo Ginzburg, in Journal of Social History, vol. 25, n. 3, 1992,  pp. 613-626, DOI:10.1353/jsh/25.3.613.
- (EN) Éva Pócs, Between the Living and the Dead: A Perspective on Witches and Seers in the Early Modern Age, Budapest, Central European Academic Press, 1999, ISBN 978-9639116184.
- (EN) Kathleen L. Sheppard, The Life of Margaret Alice Murray: A Woman's Work in Archaeology, New York, Lexington Books, 2013, ISBN 978-0-7391-7417-3.
- (EN) Jacqueline Simpson, Margaret Murray: Who Believed Her and Why?, in The Folklore Society, vol. 105, 1–2, 1994,  pp. 89-96, DOI:10.1080/0015587x.1994.9715877.
- (EN) Robert W. Thurston, Witch, Wicce, Mother Goose: The Rise and Fall of the Witch Hunts in Europe and North America, London, Longman, 2001, ISBN 978-0-582-43806-4.
- (EN) Emma Wilby, Cunning Folk and Familiar Spirits: Shamanistic Visionary Traditions in Early Modern British Witchcraft and Magic, Brighton, Sussex Academic Press, 2005, ISBN 978-1845190798.